# Saldaña
Saldaña es un municipio y villa española de la provincia de Palencia en la comunidad autónoma de Castilla y León. Centro comarcal de la comarca de Vega-Valdavia, está ubicada en la orilla del río Carrión. Cuenta con una población de 2877 habitantes (INE 2024).

## Historia

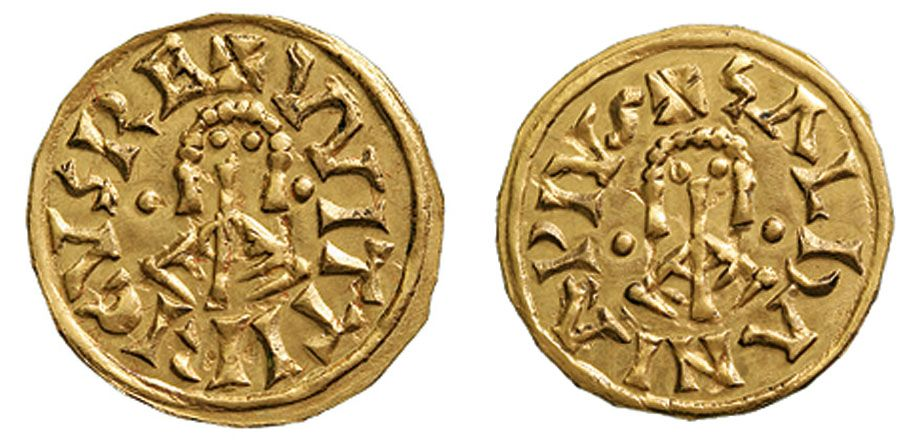
Imitación moderna de un tremís visigodo de oro acuñado en Saldaña durante el reinado de Witerico

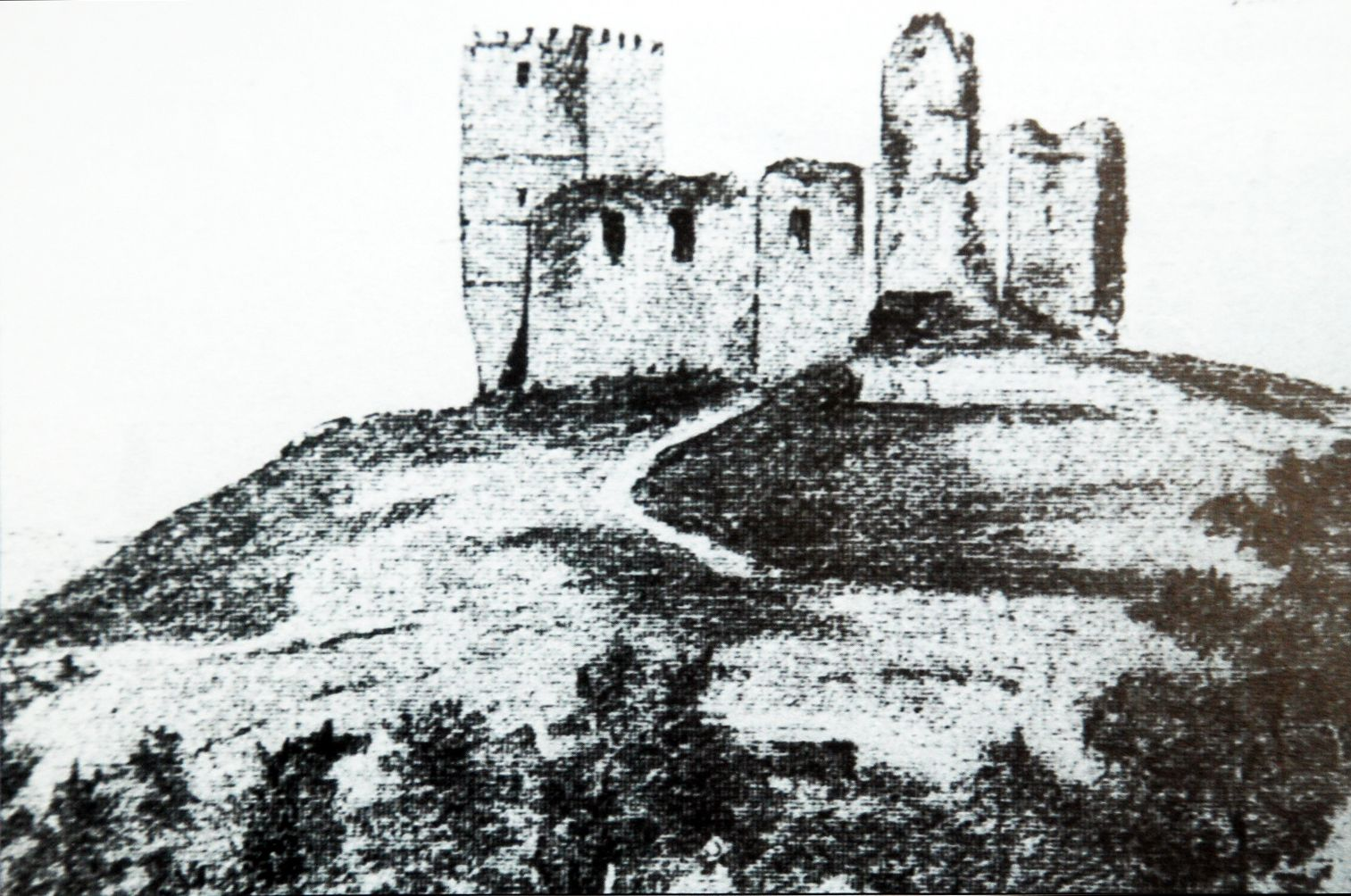
Dibujo del Castillo de Saldaña realizado durante el

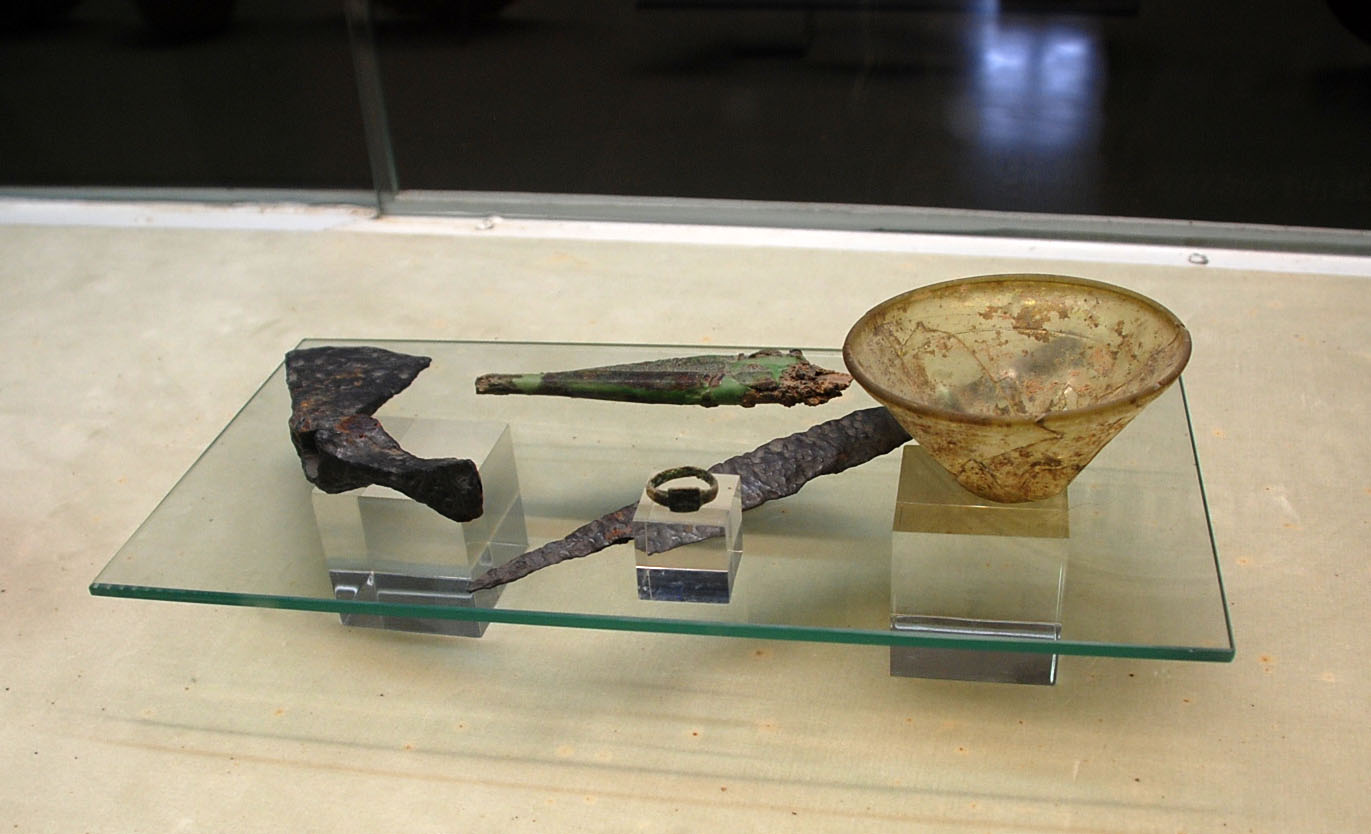
Hallazgos arqueológicos de la Morterona

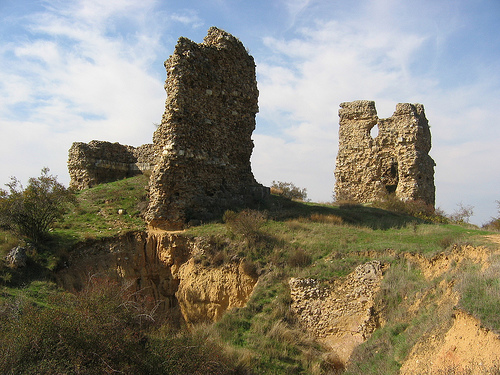
Castillo de Saldaña

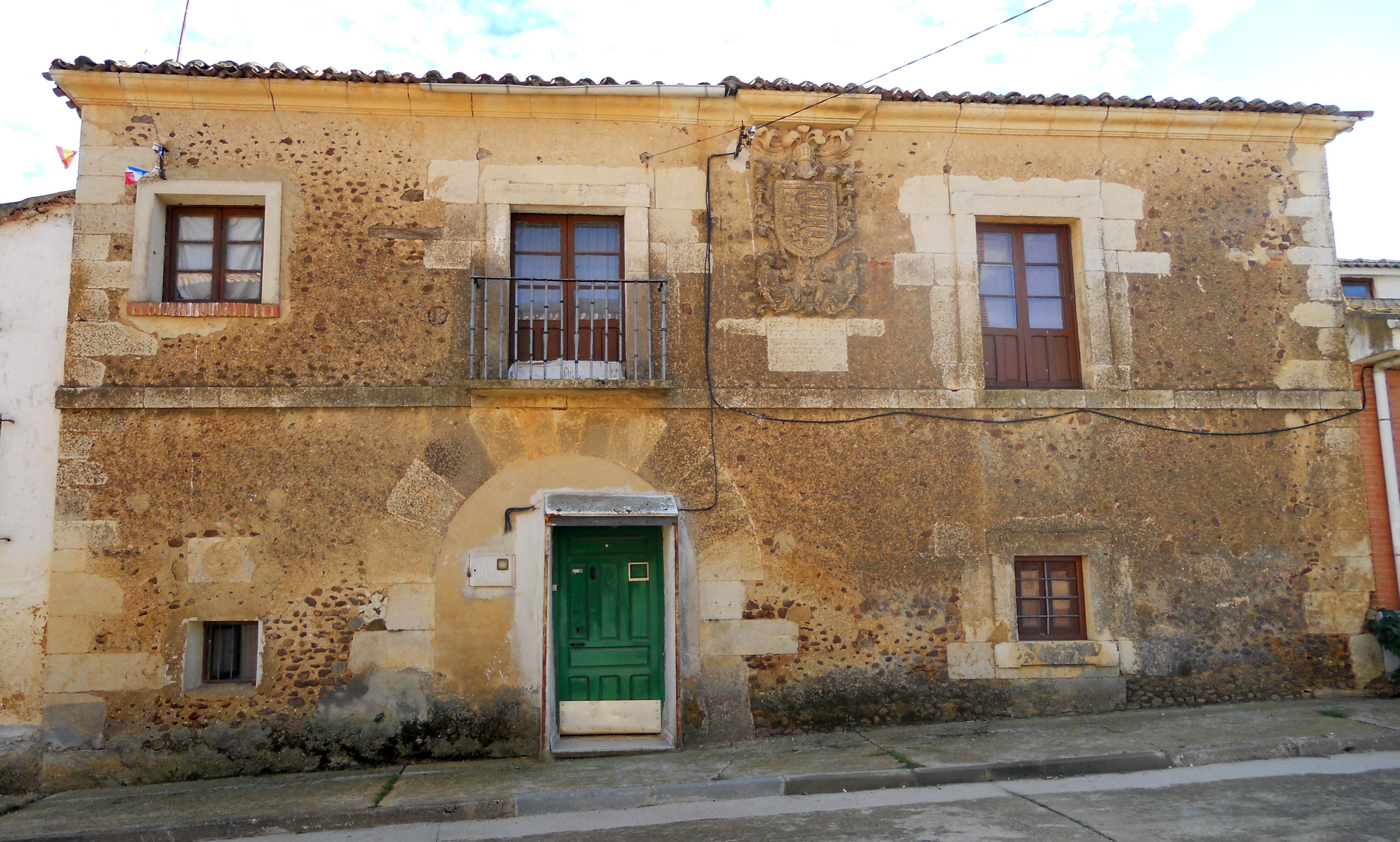
Casa solariega con escudo de la familia Noriega en Membrillar

Sin duda son los condes de Saldaña, de cuyo castillo las ruinas aún subsisten, los que llenan la historia y la leyenda locales. La literatura popular recuerda a Bernardo del Carpio, hijo de Sancho Díaz, conde de Saldaña, y de la princesa Ximena, hermana del rey Alfonso II de Asturias. El rey, que se oponía a este matrimonio, encerró en una mazmorra al conde y envió a un monasterio a su hermana.
Posteriormente, fue la cabeza del condado de Saldaña-Carrión cuyos condes, según documentos musulmanes, pertenecían a la familia de los Beni Gómez, siendo su primer conde documentado Diego Muñoz. Vasallo del reino de León durante el siglo X, compartía su frontera oriental con el condado de Monzón, el cual fue finalmente repartido entre el incipiente condado de Castilla y el propio condado de Saldaña-Carrión. Existen indicios documentales en los que se afirma la participación de los condes de Saldaña-Carrión y de Castilla en diversas revueltas contra el reino leonés aprovechando épocas de debilidad del mismo durante el siglo X y que desembocaron en la independencia de facto del condado de Castilla.
El 8 de marzo de 1126 falleció en la localidad de Saldaña la reina Urraca I de León, reina de León e hija de Alfonso VI de León, conquistador de Toledo. Después de su defunción, el cadáver de la reina fue llevado a la ciudad de León, donde recibió sepultura en el Panteón de Reyes de San Isidoro de León.
En 1128, Alfonso VII de León, hijo de Urraca I de León, y Berenguela de Barcelona contrajeron matrimonio en la villa, donde tuvo lugar la primera corrida de toros documentada. Según crónica de la época: «...en que casó Alfonso VII en Saldaña con Doña Berenguela la chica, hija del Conde de Barcelona, entre otras funciones, hubo también fiestas de toros».
Saldaña fue la cabecera de más de cien lugares, señorío del marqués de Santillana y uno de los centros de formación más importantes del país. La antigua Gili-Zalan, luego llamada Saldania, se hizo famosa por sus luchas contra Roma, cuya dominación fue larga y fecunda. Lo atestiguan los alrededores, que son un inagotable filón arqueológico, en gran parte intacto.

## Pedanías
El término municipal del Ayuntamiento de Saldaña comprende 14 pedanías:
- Carbonera
- Caserío de Villaires
- Membrillar
- Relea de la Loma
- Renedo del Monte
- San Martín del Obispo
- Valcabadillo
- Valenoso
- Vega de Doña Olimpa
- Villafruel
- Villalafuente
- Villanueva del Monte
- Villasur
- Villorquite del Páramo

## Demografía
Cuenta con una población de 2877 habitantes (INE 2024).
| Gráfica de evolución demográfica de Saldaña entre 1842 y 2021 |
| |
| Población de derecho según los censos de población del INE Población de hecho según los censos de población del INEEntre el censo de 1981 y el anterior, crece el término del municipio porque incorpora a 34105 (Membrillar), 34198 (Vega de Doña Olimpia) y 34209 (Villafruel) |

## Economía
Agricultura tanto de secano como de regadío aprovechando la fértil vega del río Carrión. Entre los cultivos de secano, destaca su producción de trigo, cebada, avena y, en menor medida, centeno. En cuanto a la producción del regadío, además de grandes plantaciones de maíz destaca sobre todo su selecta producción de alubia de Saldaña, contando incluso con una feria monotemática sobre esta leguminosa. Además posee con varias explotaciones ganaderas (ovino, porcino y vacuno principalmente), industria alimentaria, industria metalúrgica, servicios, comercio y construcción. Como curiosidad, mencionar la fábrica de campanas Quintana, la cual dotó de estos instrumentos sonoros al campanario de la catedral de la Almudena de Madrid con motivo del enlace entre el príncipe Felipe de Borbón y Letizia Ortiz el 22 de mayo de 2004.
Los atractivos turísticos de la localidad y su entorno son la plaza Mayor vieja y el casco histórico de Saldaña, la villa romana de La Olmeda, el Museo Escuela de Vega de Doña Olimpa, el Museo de la Radio y las Telecomunicaciones de Villaluenga de la Vega, el núcleo de Villalafuente, la Casa solariega de los Noriega de Membrillar, entre otros muchos.
Manantial de aguas termales en fuente de calores, en las cercanías de Villorquite del Páramo. Además de este manantial de aguas termales, Saldaña cuenta con otro manantial de aguas medicinales en la Casa de los Osorio, cuyo análisis ha sido hecho, apto para un establecimiento de curación y recreo. Finalmente, en 2005, las aguas del manantial «Camino de Villalafuente», en Villalafuente, fueron declaradas de condición mineral natural.
Saldaña y su comarca tienen gran potencialidad como destino gastronómico.

## Administración y política
| Partido político                                                      | 1979  | 1979       | 1983    | 1983       | 1999  | 1999       | 2003  | 2003       | 2007  | 2007       | 2011  | 2011       | 2015  | 2015       | 2019  | 2019       |
| Partido político                                                      | %     | Concejales | %       | Concejales | %     | Concejales | %     | Concejales | %     | Concejales | %     | Concejales | %     | Concejales | %     | Concejales |
| Partido Socialista Obrero Español (PSOE)                              | 30,01 | 3          | 51,82   | 6          | 36,27 | 4          | 44,69 | 5          | 52,2  | 6          | 55,58 | 7          | 36,85 | 4          | 37,93 | 5          |
| Partido Popular (PP)                                                  |       |            |         |            | 61,58 | 7          | 43,11 | 5          | 45,73 | 5          | 37,71 | 4          | 50,73 | 6          | 52,92 | 6          |
| Unión de Centro Democrático (UCD)                                     | 40,25 | 5          |         |            |       |            |       |            |       |            |       |            |       |            |       |            |
| Coalición Democrática (CD)                                            | 29,75 | 3          |         |            |       |            |       |            |       |            |       |            |       |            |       |            |
| Alianza Popular-Partido Democrático Popular Unión Liberal (AP-PDP-UL) |       |            | 48,18 % | 5          |       |            |       |            |       |            |       |            |       |            |       |            |
| Ciudadanos (Cs)                                                       |       |            |         |            |       |            |       |            |       |            |       |            | 8,43  | 1          | 6,68  | 0          |
| Candidatura Indep. El Partido de Castilla y León (C.I)                |       |            |         |            |       |            | 9,61  | 1          |       |            |       |            |       |            |       |            |

## Cultura

### Patrimonio
- Castillo de los Duques del Infantado: El castillo es de origen medieval y se encuentra en estado ruinoso, si bien según diversos estudios arqueológicos existió otro castillo preislámico en el yacimiento de La Morterona. Declarado Bien de Interés Cultural el 22 de abril de 1949. En algún momento entre el 740 y el 754, casi cuatro décadas después de la conquista musulmana del castillo de Saldaña, Alfonso I, hijo del duque Pedro de Cantabria y yerno de Don Pelayo, reconquista el castillo, tras un largo asedio. Los restos actuales, tras la destrucción de la edificación anterior a manos de Almanzor, y debido a necesidades estratégicas y de ampliación, han sido datados a partir del análisis con C-14 de algunas de sus vigas aún conservadas, en torno a los años 1000-1050 de nuestra era. Su construcción, como era habitual en la época, vino dada para garantizar seguridad a la población asentada en sus laderas. Construido con hormigón a base de cal y canto, estaba forrado de sillares, hoy desaparecidos, y estaba formado por dos torres almenadas de planta cuadrada unidas por un muro, de más de 2,70 metros de espesor, que defendía el patio de armas y los aljibes. Su primer señor fue Ruy de Manzanedo, más tarde pasó a los Vega y a mediados del siglo XV al duque del Infantado y conde de Saldaña.
- Palacio del Marqués de La Valdavia: Es una de las construcciones más interesantes de Saldaña, encontrándose integrado por la unión de dos grandes casas solariegas independientes en su día, de dos y tres alturas que hoy forman una sola vivienda, propiedad del Marqués de la Valdavia. Se trata de un conjunto con continuas remodelaciones con un origen común alrededor de los siglos XV-XVI, y fuertemente trasformado en los siglos XVII y XVIII. Ejemplo de la recia y plástica arquitectura castellana de época renacentista. Destacan sus escudos nobiliarios de la portada, así como una garra de oso colgada en una de las vigas del tejado, el cual, cuenta leyenda dice fue cazado por un antepasado del marqués.
- Plaza Vieja y su entorno: También conocida como plaza de los Francos, o incluso plaza de los Marranos, lo que nos da una pista de su actividad mercantil y cercanía con la judería de la villa. Declarado conjunto histórico-artístico desde el 30 de mayo de 1996. Aunque el conjunto actual en su mayoría es obra de los siglos XVI al XVIII, sus orígenes se remontan al siglo X. Su arquitectura es de poste y carrera, con soportales de madera y algunos con columnas de piedra. En noviembre de 1128, el castillo de Saldaña fue escenario de la boda real del hijo de la reina Urraca y Raimundo de Borgoña, Alfonso VII de León, con Berenguela de Barcelona, hija del conde de Barcelona Ramón Berenguer III. Para celebrar tan magno acontecimiento, se celebró una corrida de toros en esta insigne plaza, la primera conocida en la historia taurina de España.
- Iglesia de San Pedro: Obra de mediados del siglo XVI, cuando se levantan la cabecera y la capilla funeraria adosada al presbiterio. Parte de la iglesia se cubrió en este momento con un artesonado mudéjar. Será a lo largo del siglo XVII cuando se complete su construcción (o se modifique la ya existente) y se añadan capillas, se sustituyan las cubiertas, etc. En su interior se aprecian retablos salomónicos y la imagen de la Virgen de Valfrío, sepulcros, lápidas y pinturas. Consta de tres naves, con una cúpula sobre pechinas con yeserías barrocas. Las reformas continúan en las centurias siguientes, destacando la construcción de una nueva portada, y culminan con su rehabilitación en la década de los ochenta del siglo XX para convertirla en museo arqueológico, donde se exponen los objetos descubiertos en la villa romana de La Olmeda por Javier Cortes Álvarez de Miranda. Además de estos hallazgos, también se halla entre los objetos expuestos los hallazgos realizados en el yacimiento de La Morterona, la estela árabe encontrada por Fray Justo Pérez de Urbel en el castillo de Saldaña y la patena mozárabe del monasterio de Valcavado (siglo X). Esta última fue construida en plata con baño de oro está cuenta con una inscripción que rodea al León central, la cual reza en latín: + IN NOMINE DOMINI OSORIVS ET GOTO HOC VAS FIERI IVSSERVNT (En el nombre de Dios, Osorio y Goto mandaron hacer este vaso).
- Iglesia de San Miguel: Templo documentado al menos desde 1362. Se levanta a partir de una planta de tres naves, separadas por pilares cilíndricos cuya parte superior está delimitada por una moldura decorada con bolas y sogueado, motivo que se repite en el arranque de los arcos que separan las naves y en las ménsulas de las que parten las nervaturas de las cubiertas. En contraste con su recio aspecto externo, en su interior alberga auténticas joyas de los siglos XVI y XVII.
- Casa Torcida de Saldaña: Casa solariega de finales del XVI conocida como La casa torcida de Saldaña. Situada en la plaza del marqués de la Valdavia, cuenta con dos teorías acerca de su extraña construcción. La primera es que se trata de un hundimiento del terreno y un posterior reacondicionamiento de su estructura de poste y carrera. La segunda que fue construida a propósito de esa manera para facilitar la carga y descarga de grano desde el primer piso. La fachada fue rehabilitada por la Escuela Taller de Saldaña en la década de 1980. Actualmente, la casa ha sido rehabilitada en su totalidad y desde el año 2010 funciona como un establecimiento hostelero.
- Ermita de Nuestra Señora del Valle: Se trata del centro espiritual, además de geográfico, no sólo de la villa, sino también de los veinticinco pueblos de la comarca, a unos tres kilómetros de Saldaña. La tradición vincula la erección de la ermita con los tiempos de la Reconquista. Su leyenda data del año 754: el rey Alfonso I, el Católico, consiguió conquistar un castillo a los moros gracias a la intervención de la Virgen. Por esa ayuda, mandó entronizar la imagen de la Virgen que llevaba en el arzón de su caballo y construir una ermita en el lugar donde había acampado. El templo actual es del siglo XVIII. Posee bellos retablos, reja gótica, yeserías barrocas y un baldaquino con columnas salomónicas del siglo XVIII. La imagen de la Virgen de pequeño tamaño y policromada, es románica primitiva. El día 8 de septiembre tiene lugar allí una impresionante y piadosa romería en honor a la patrona. Ese mismo día, y una vez finalizada la eucaristía, es tradición subastar los brazos de las andas sobre las que se venera la imagen de la Virgen, que posteriormente recorrerá en solemne procesión la pradera del Santuario a hombros de los que pujaron por ello y ganaron la subasta. Además de la Virgen, en su interior también se venera la reliquia del Beato Oveco, monje del monasterio de Valcavado. Esta reliquia se trasladó a la ermita de la Virgen del Valle (Saldaña) en el siglo X. Oveco fue el autor del códice manuscrito llamado Beato de Valcavado o Beato de Valladolid, copia del Beato de Liébana. En este libro, se reproducían imágenes del Apocalipsis y de las Visiones del profeta Daniel.
- Casa de los Noriega, en Membrillar.
- Puente Viejo sobre el río Carrión. Estructura construida entre los siglos XVI y XVII con rehabilitaciones posteriores hasta el siglo XIX.
- Parque Javier Cortés. Parque a las orillas del río Carrión con una inmensa flora y con distintos tipos de animales, como pavos reales. Se encuentra al lado del campo de fútbol del C.D. Saldaña y de las piscinas del municipio.

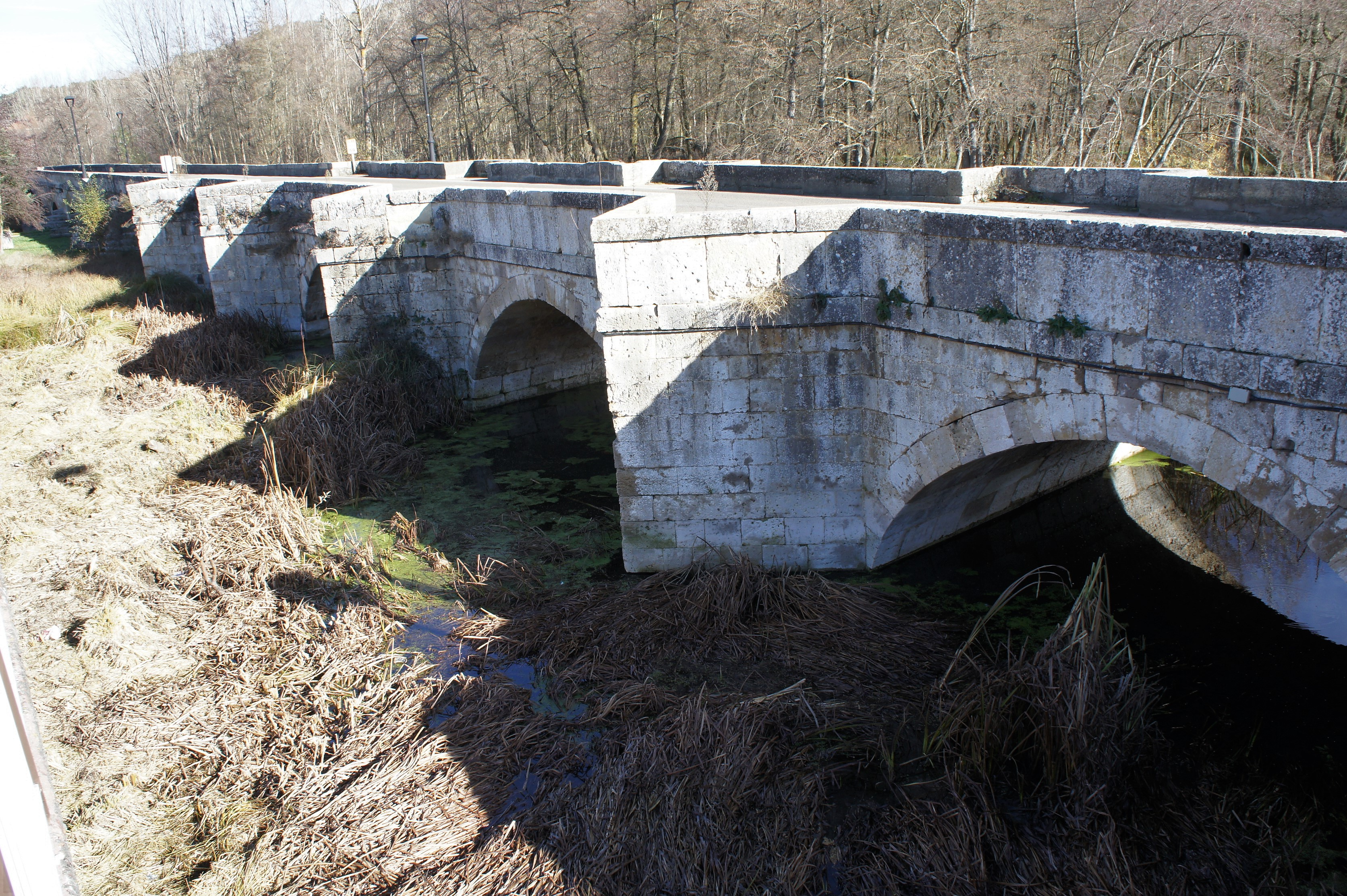
Puente Viejo sobre el río Carrión

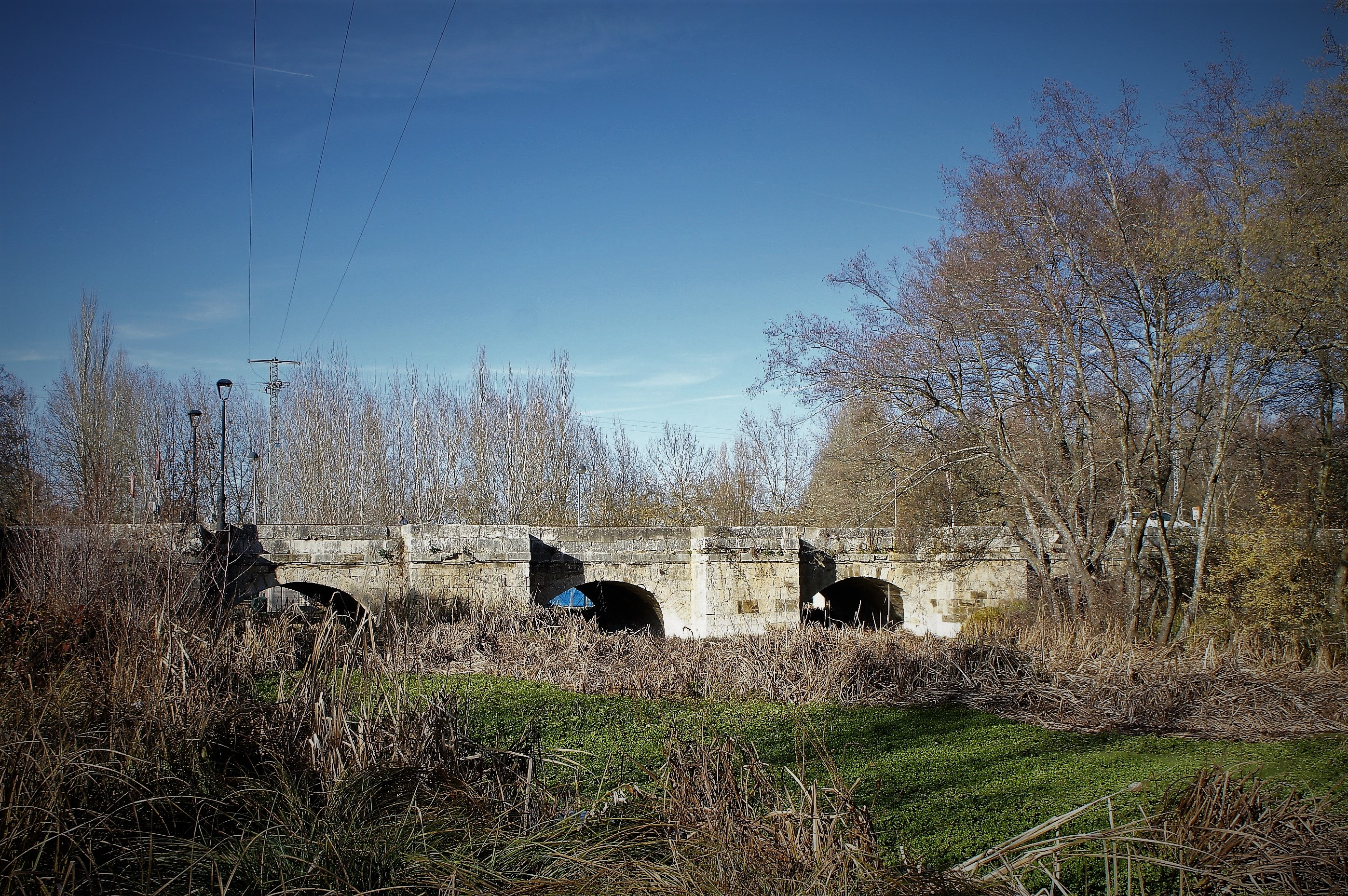
Puente Viejo sobre el río Carrión

### Mercado semanal y ferias
El mercado semanal tiene lugar los martes en la plaza mayor de la villa y en las calles que parten de ella. El privilegio de mercado fue concedido el 31 de enero de 1502 por Diego Hurtado de Mendoza de la Vega y Luna (1461-1531), tercer duque del Infantado, siendo uno de los más antiguos de la provincia.
Debido a la tradición agrícola y ganadera de la comarca de Saldaña las ferias ocupan todo el calendario:
- Feria de las Candelas: 2 de febrero, feria de maquinaria agrícola.
- Feria de San José: 19 de marzo, feria de caza, pesca, turismo y medio ambiente.
- Feria de las frisonas: celebrada en mayo, incluye el concurso regional de vaca frisona.
- Feria de la Olmeda: Finales de julio, incluye un mercado romano.
- Feria de Santa Úrsula: 21 de octubre, feria de la Alubia.

## Vecinos ilustres

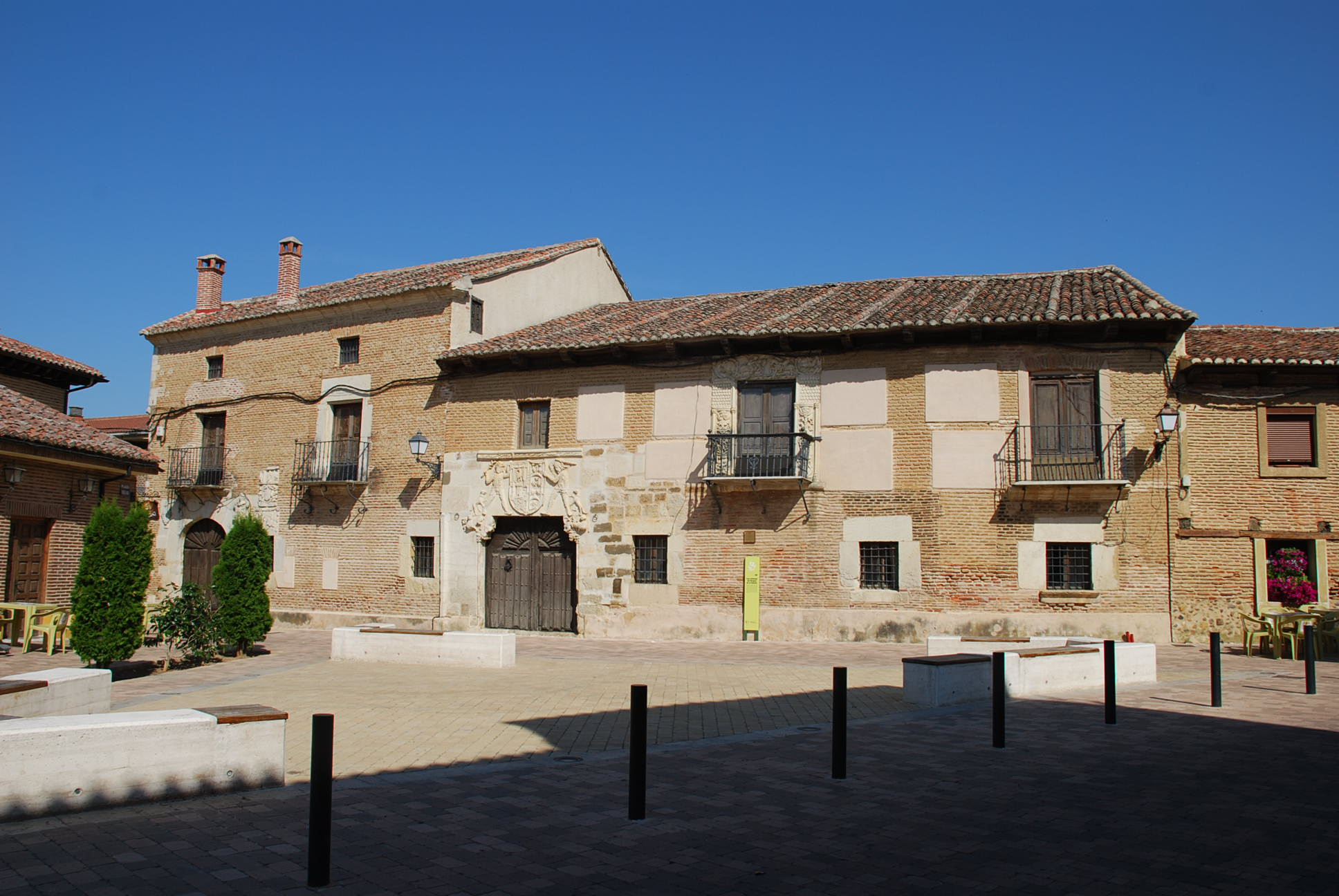
Vista de la casa Solariega del Marqués de la Valdavia
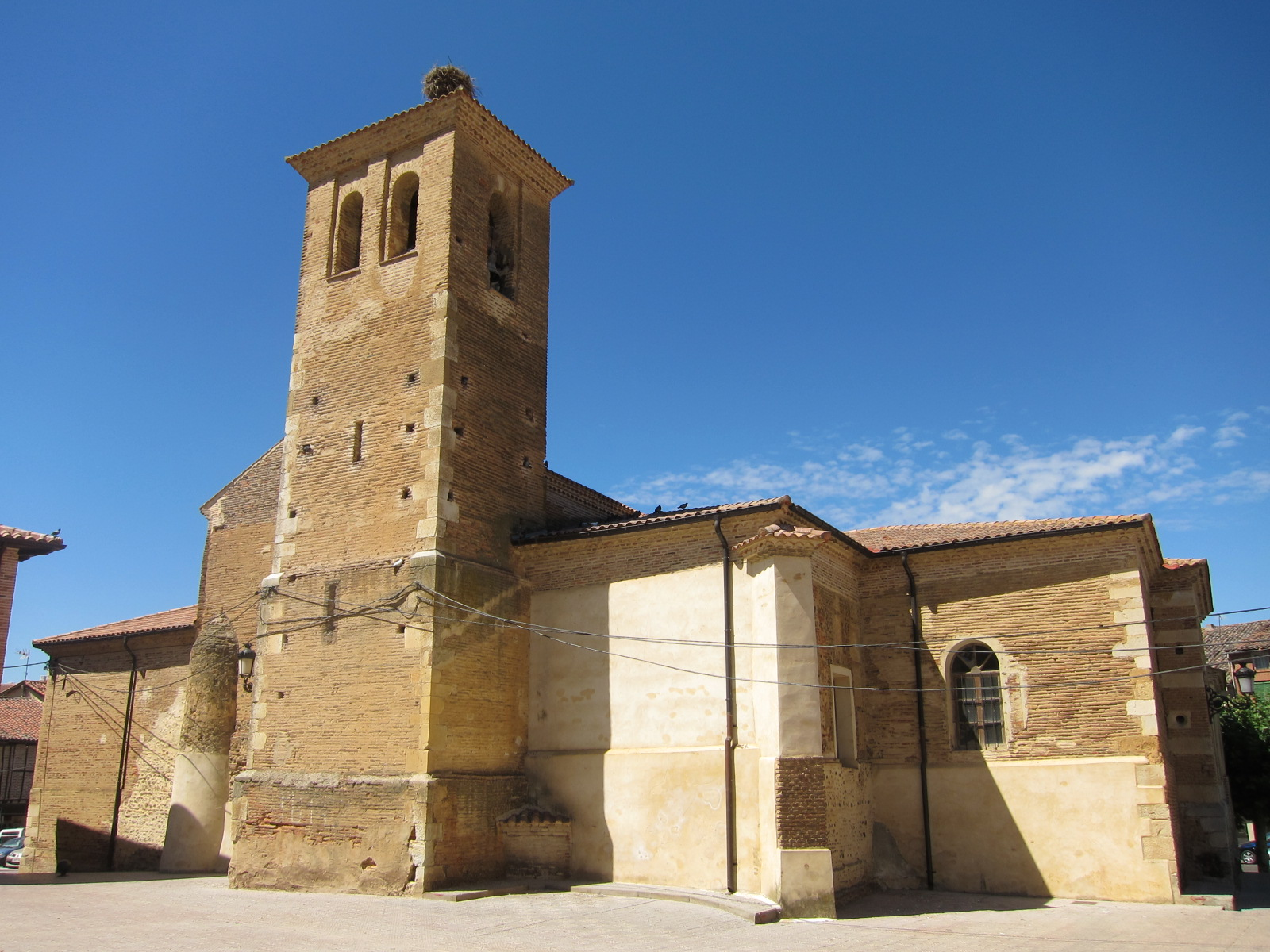
Vista de la parte trasera de la Iglesia de San Miguel.
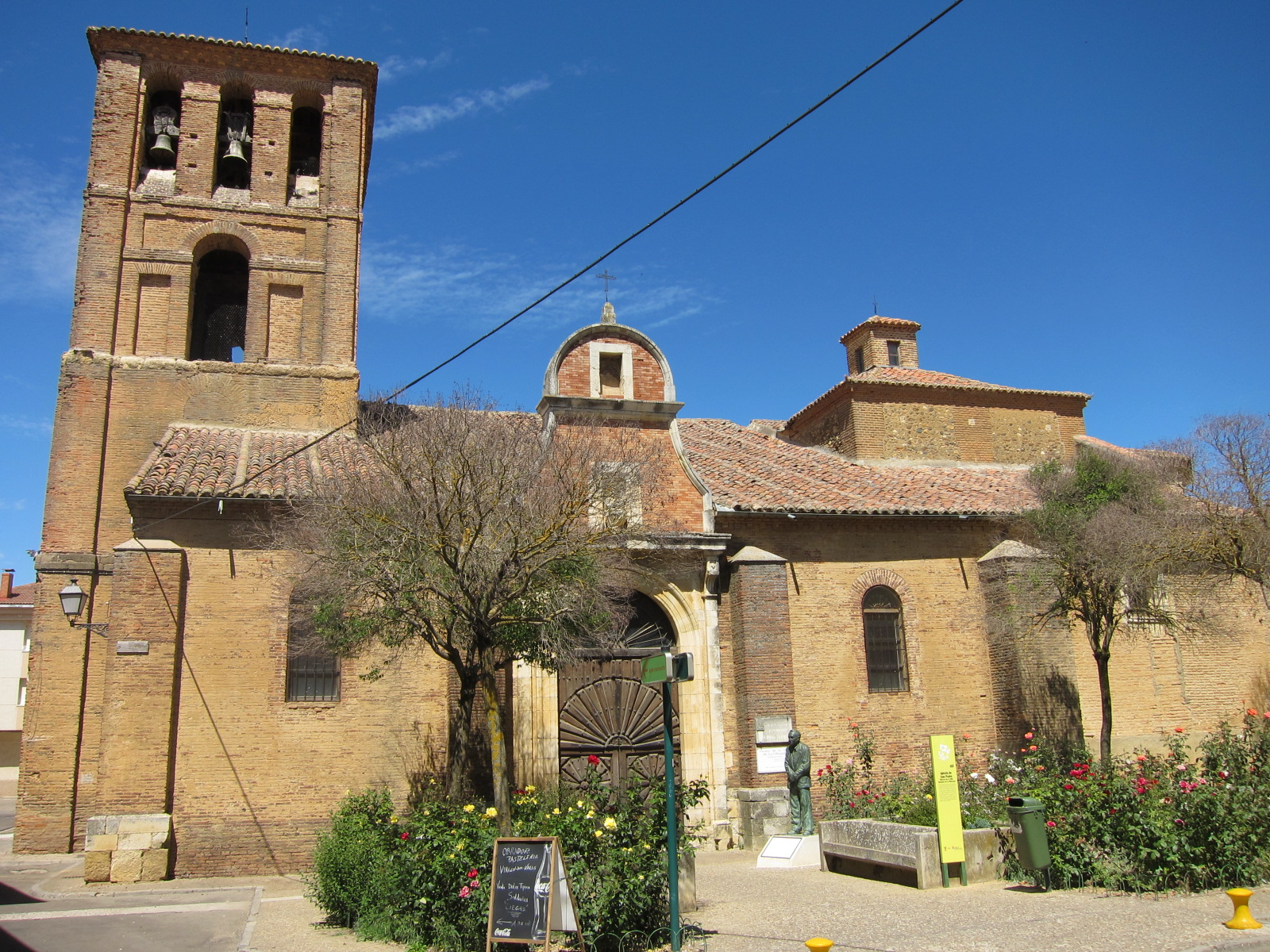
Vista de la Iglesia de San Pedro, situada en la plaza del mismo nombre
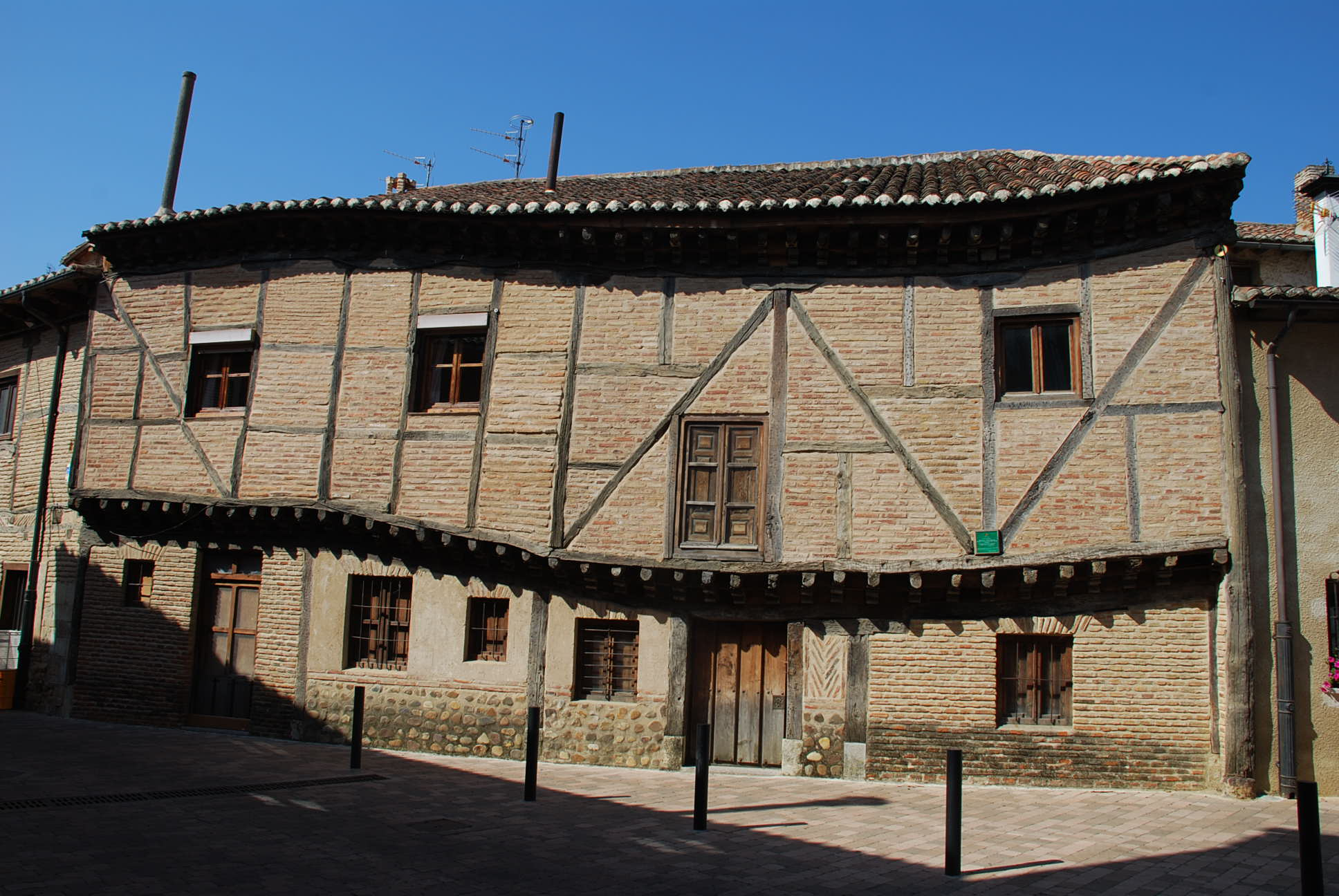
Casa solariega de finales del siglo XVI conocida como La casa torcida
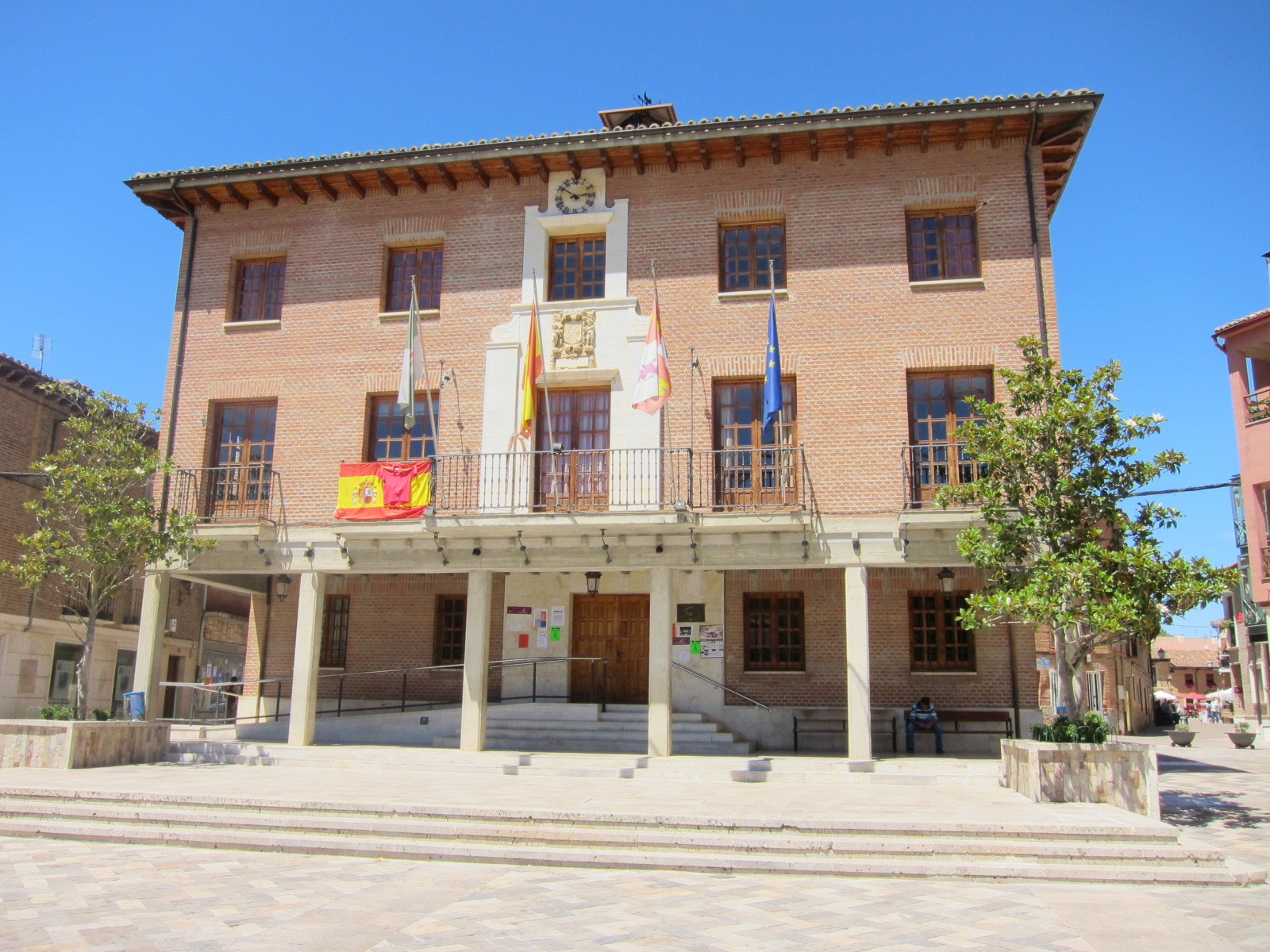
Ayuntamiento nuevo de Saldaña
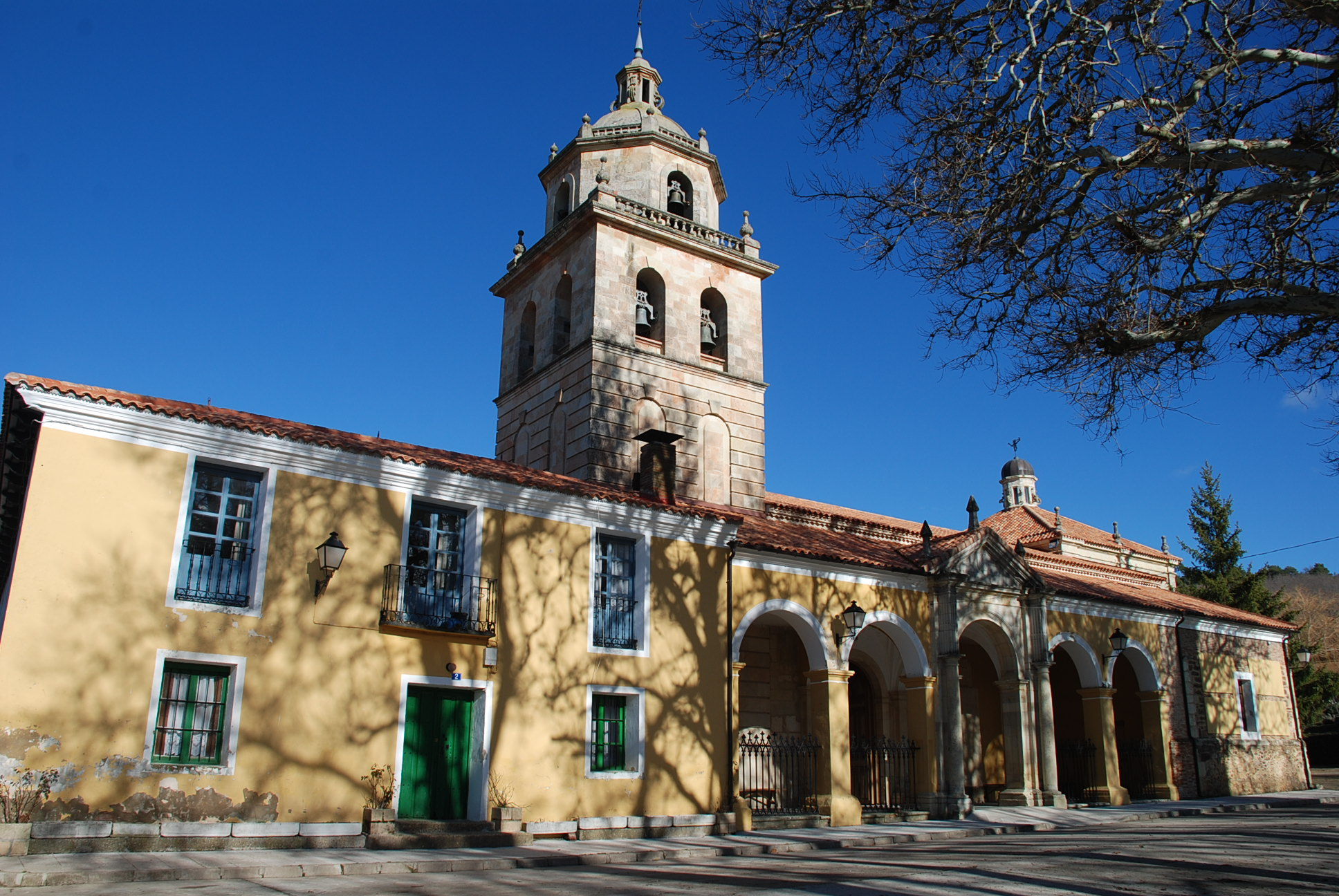
Ermita de Nuestra Señora del Valle
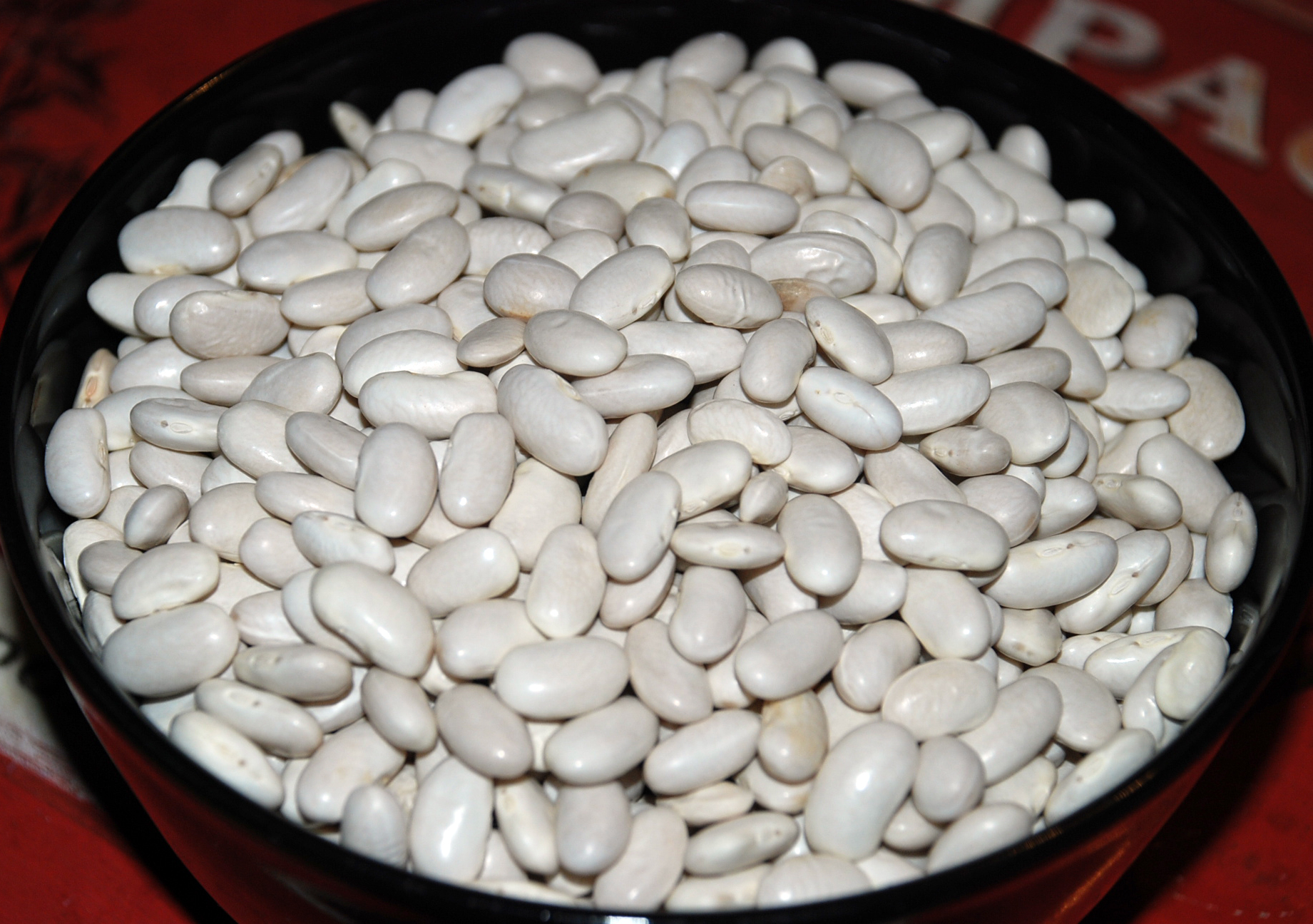
Alubia blanca de Saldaña
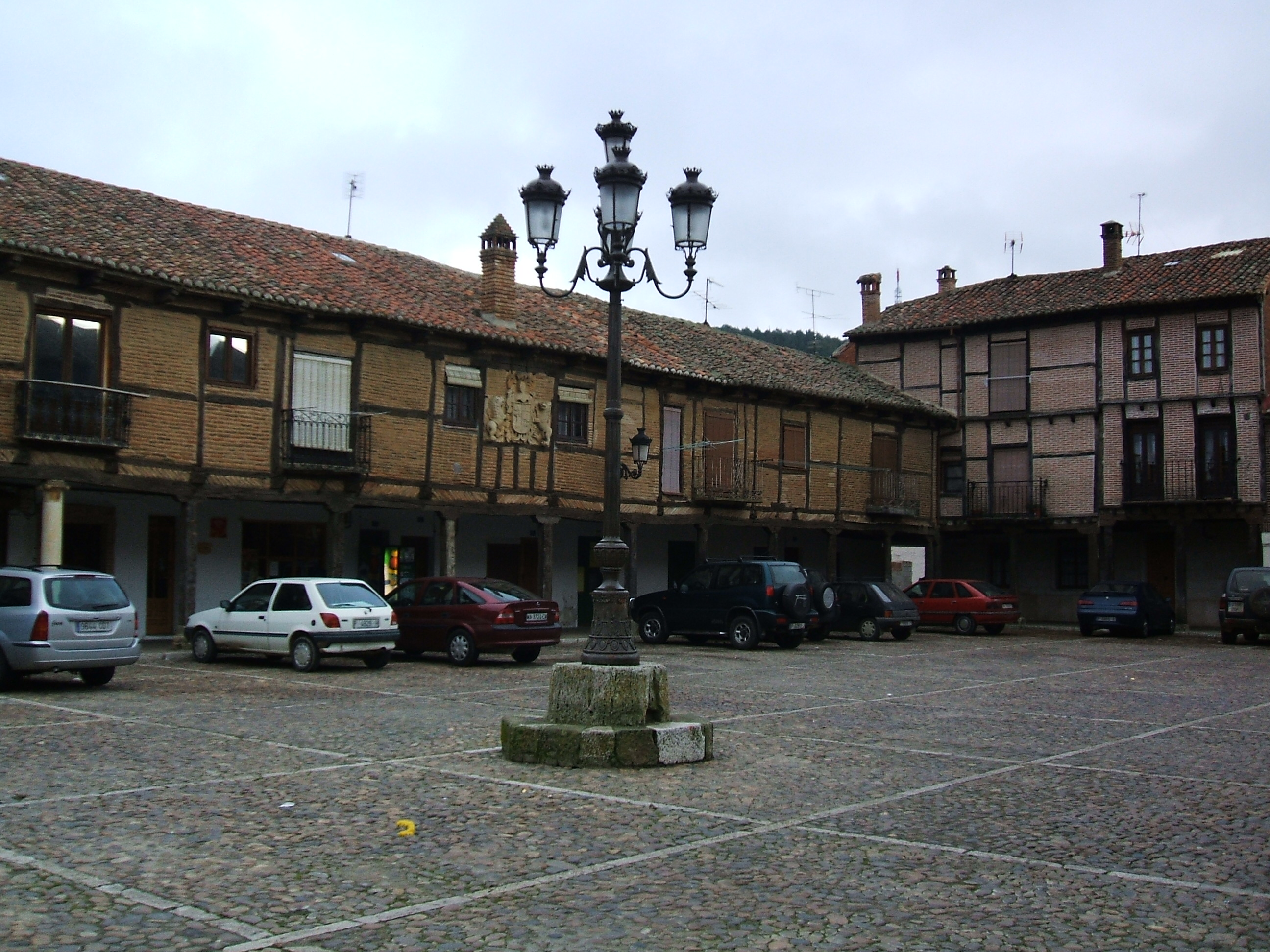
Plaza Vieja